# Grundrechte des deutschen Volkes

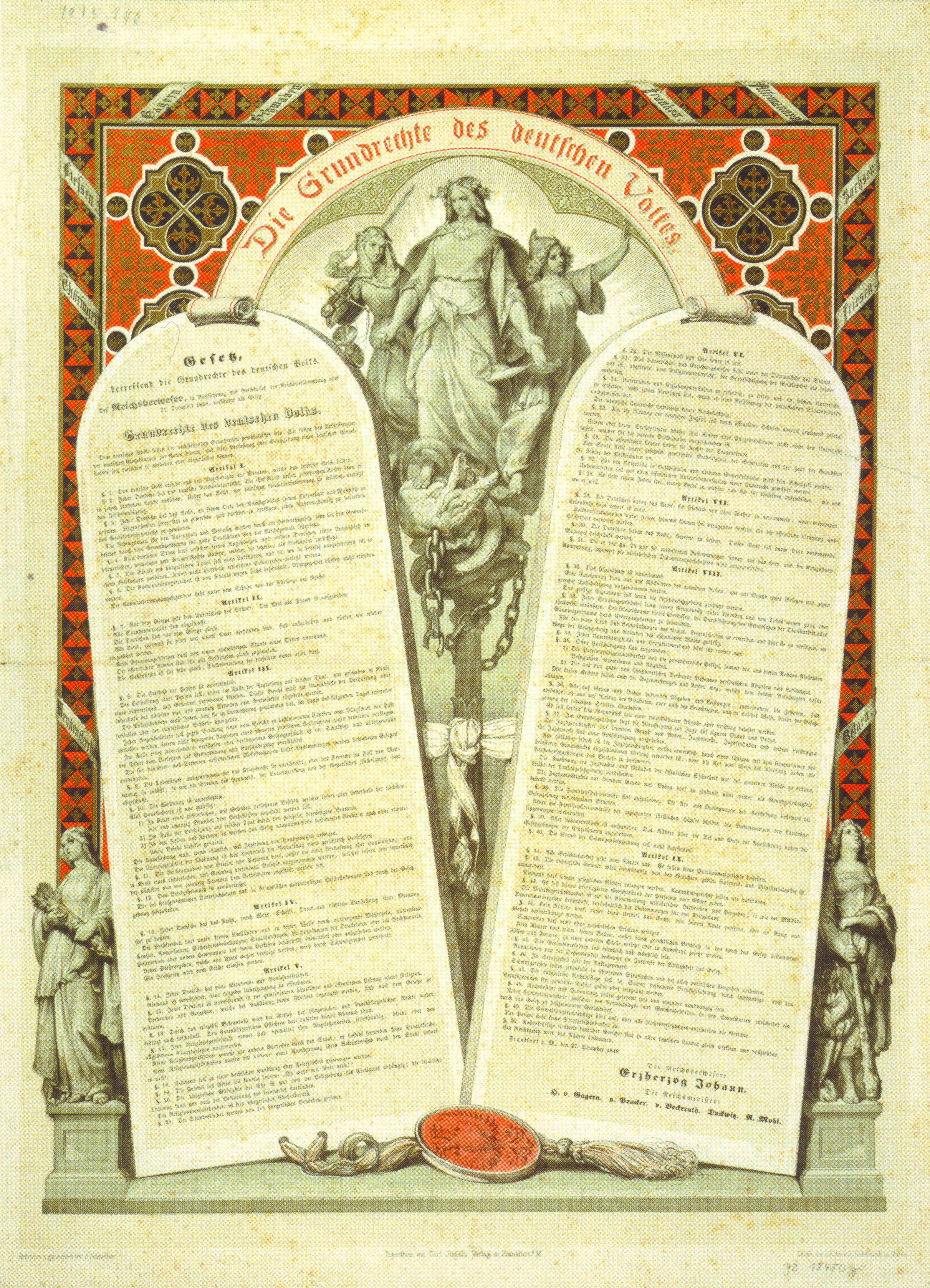
Die Grundrechte des deutschen Volkes, Lithographie von Adolph Schroedter

Die Grundrechte des deutschen Volkes sind ein Grundrechtskatalog aus dem Jahr 1848. Zunächst wurde er durch Reichsgesetzgebung am 27. Dezember 1848 in Kraft gesetzt, als Reichsgesetz betreffend die Grundrechte des deutschen Volkes (Frankfurter Grundrechtsgesetz, GRG). 1849 wiederholte die Frankfurter Reichsverfassung die Grundrechte fast unverändert. Obwohl das Gesetz gemäß der geltenden Reichsgesetzgebung verkündet worden war, lehnten die größeren deutschen Staaten es ab. 1851 erklärte der Bundestag die Frankfurter Grundrechte ausdrücklich für ungültig.
Der Frankfurter Grundrechtskatalog hätte, wenn angewandt, entscheidend zur Freiheit der Deutschen, zur Rechtsstaatlichkeit und zur Vereinheitlichung Deutschlands beigetragen. Er beinhaltet kaum soziale Rechte, aber übersteigt die klassischen Freiheitsrechte bei weitem. So wurde beispielsweise auch festgelegt, dass die Einzelstaaten gewählte Volksvertretungen und Ministerverantwortlichkeit aufweisen mussten. Die Grundrechte waren in der Nationalversammlung kaum umstritten und wurden von den Abgeordneten für vorrangig angesehen, um die in der Revolution bislang erreichte Freiheit zu sichern.

## Geschichte

### Grundrechte im Vormärz
Zwar waren Grundrechte bei Gründung des Deutschen Bundes bereits diskutiert worden, die Bundesakte von 1815 enthielt aber in Art. 18 und 19 nur wenige Bestimmungen in dieser Richtung. Demnach durften die drei christlichen Hauptkonfessionen gegeneinander nicht benachteiligt werden, man war frei, Grundeigentum zu erwerben oder aus einem deutschen Land in ein anderes wegzuziehen und durfte in den zivilen oder Militärdienst eines anderen Landes eintreten. Die Pressefreiheit blieb reine Verheißung. Dem gegenüber nahmen die konstitutionellen Monarchien Süddeutschlands und nach der Julirevolution 1830 auch weitere Staaten Grundrechtskataloge in ihre Verfassungen auf.

### Gesetz und Reichsverfassung 1848/1849
Im Jahr 1848 waren Grundrechte zentrale Forderungen der revolutionären Bewegung (Märzforderungen); bereits der Siebzehner-Entwurf des Bundestags sah Grundrechtsgarantien vor. Im Vorparlament (März/April) sprach man von Rechten, einer „Rechteerklärung des deutschen Volkes“, Grundsätzen und Grundlagen. Der Ausdruck „Grundrechte“ stammt in diesem Zusammenhang von Jacob Venedey, die Kompromissformel lautete: „Grundrechte und Forderungen des deutschen Volkes“. In der Nationalversammlung tauchten noch Begriffe auf wie „Urrechte“ (mit einem naturrechtlichen Hintergrund), „Bürger-“ oder „Volksrechte“.

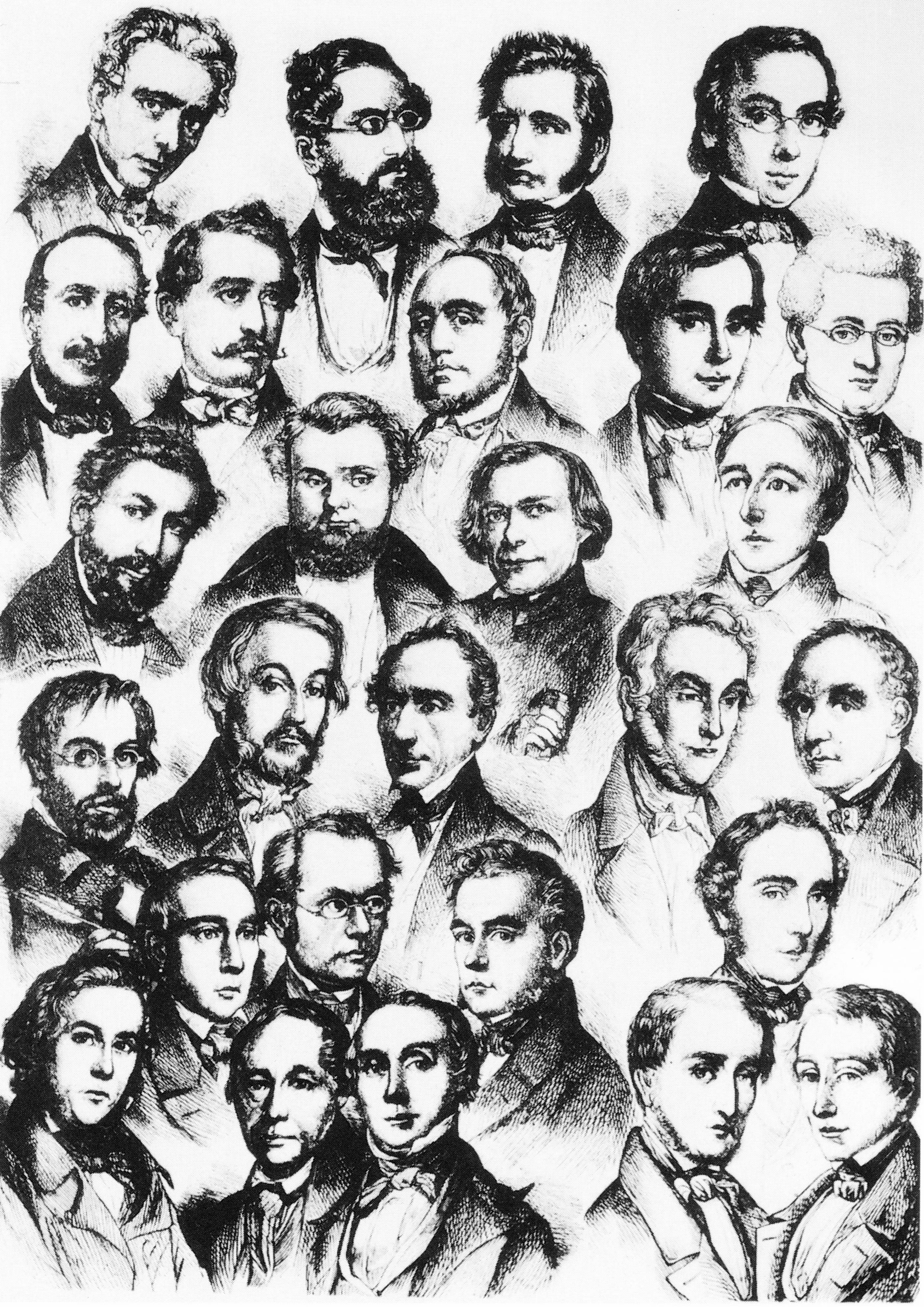
Mitglieder des Verfassungsausschusses der Nationalversammlung

Die Frankfurter Nationalversammlung betrachtete die Grundrechtsfrage als vorrangig gegenüber Entscheidungen zur künftigen Reichsgewalt, weil sie bereits die Staatsgewalt der Einzelstaaten binden wollte. Die Grundrechte standen nicht nur für die Freiheit, sondern auch für die nationale Einheit, weil überall dieselben Grundlagen für die Rechtskultur gelten sollten. Allerdings, so Ernst Rudolf Huber, verstrichen so wertvolle Monate, in denen die Einzelstaaten, vor allem Österreich und Preußen, an Macht wieder gewannen. „Im Bestreben, die Freiheit zu sichern, bevor noch die Einheit gewonnen war, gab die Frankfurter Nationalversammlung die Freiheit und Einheit zugleich aus der Hand.“ Wolfram Siemann aber hält das Vorgehen für berechtigt, weil schon die Märzforderungen die Sicherung von Bürgerrechten verlangt hatten, weil die Abgeordneten Erfahrungen mit dem Polizeistaat zuvor gemacht hatten, weil die bald einzusetzende Zentralgewalt staatliche Einheit vorwegnahm und Spielraum für die Grundrechte eröffnete, und weil im Mai 1848 noch nicht damit zu rechnen war, dass die alten Mächte so schnell wiedererstarken würden. Kotulla wiederum meint, man hätte die Grundrechte „doch später genauso gut“ regeln oder einführen können.
Im Verfassungsausschuss war man sehr einmütig über die Grundrechte; sie sollten “der großen sozialen Bewegung, die ganz Deutschland ergriffen hat, … die Grenze” setzen. Am 26. Mai beschloss der Verfassungsausschuss, einen Unterausschuss für die Grundrechte einzurichten, mit den Abgeordneten Friedrich Dahlmann, Robert von Mohl und Eugen von Mühlfeld. Bereits am 1. Juni legten sie einen ersten Entwurf vor, der am 19. Juni dem Plenum der Nationalversammlung zugeleitet wurde.
Das Plenum diskutierte über ihn mehr als ein halbes Jahr lang, wobei vor allem Bestimmungen umstritten waren, die die Wirtschafts- und Sozialverfassung oder Kirchen- und Schulfragen berührten. Schließlich verabschiedete die Nationalversammlung die Grundrechte am 20. Dezember 1848. Der Abgeordnete Adolph Schoder beantragte die sofortige Inkraftsetzung als Reichsgesetz, dem folgte die Nationalversammlung am 21. Dezember. Der Reichsverweser, das provisorische Staatsoberhaupt, fertigte das Gesetz am 27. Dezember aus. So sollten die Grundrechte sofort unmittelbar verbindlich gelten.
Die Reichsverfassung sah ein Reichsgericht vor, das jeder Deutsche anrufen durfte, wenn das Reich oder ein Gliedstaat seine verfassungsmäßigen Rechte verletzte, vor allem die Grundrechte. Ein Gesetz sollte eine solche Klage, eine Reichs-Verfassungsbeschwerde, genauer regeln, dazu ist es aber nicht mehr gekommen. Ein solcher persönlicher Rechtsschutz wurde in Deutschland erst 1951 mit dem Bundesverfassungsgericht verwirklicht.

### Gültigkeit und Abschaffung

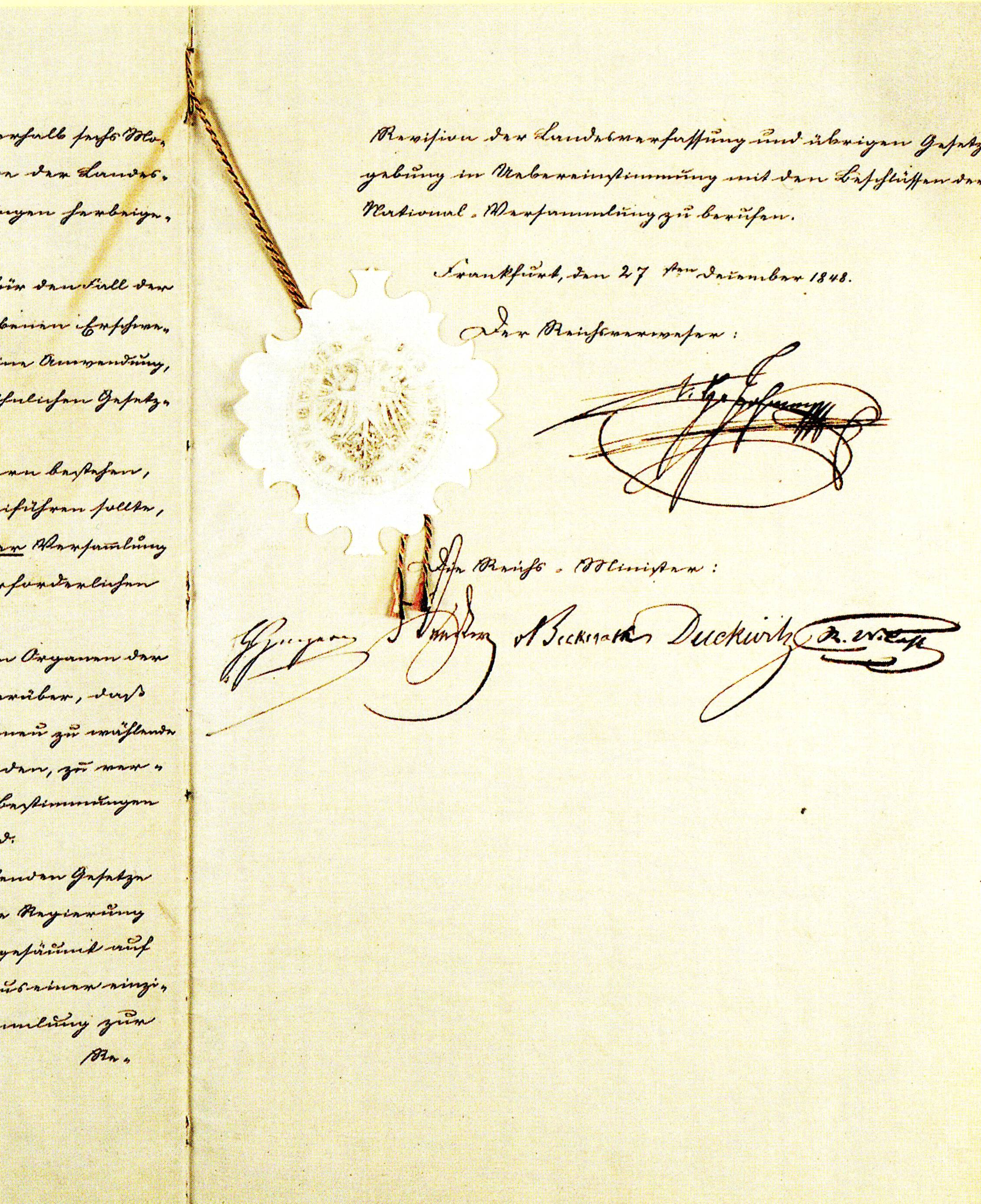
Einführungsgesetz vom 27. Dezember 1848

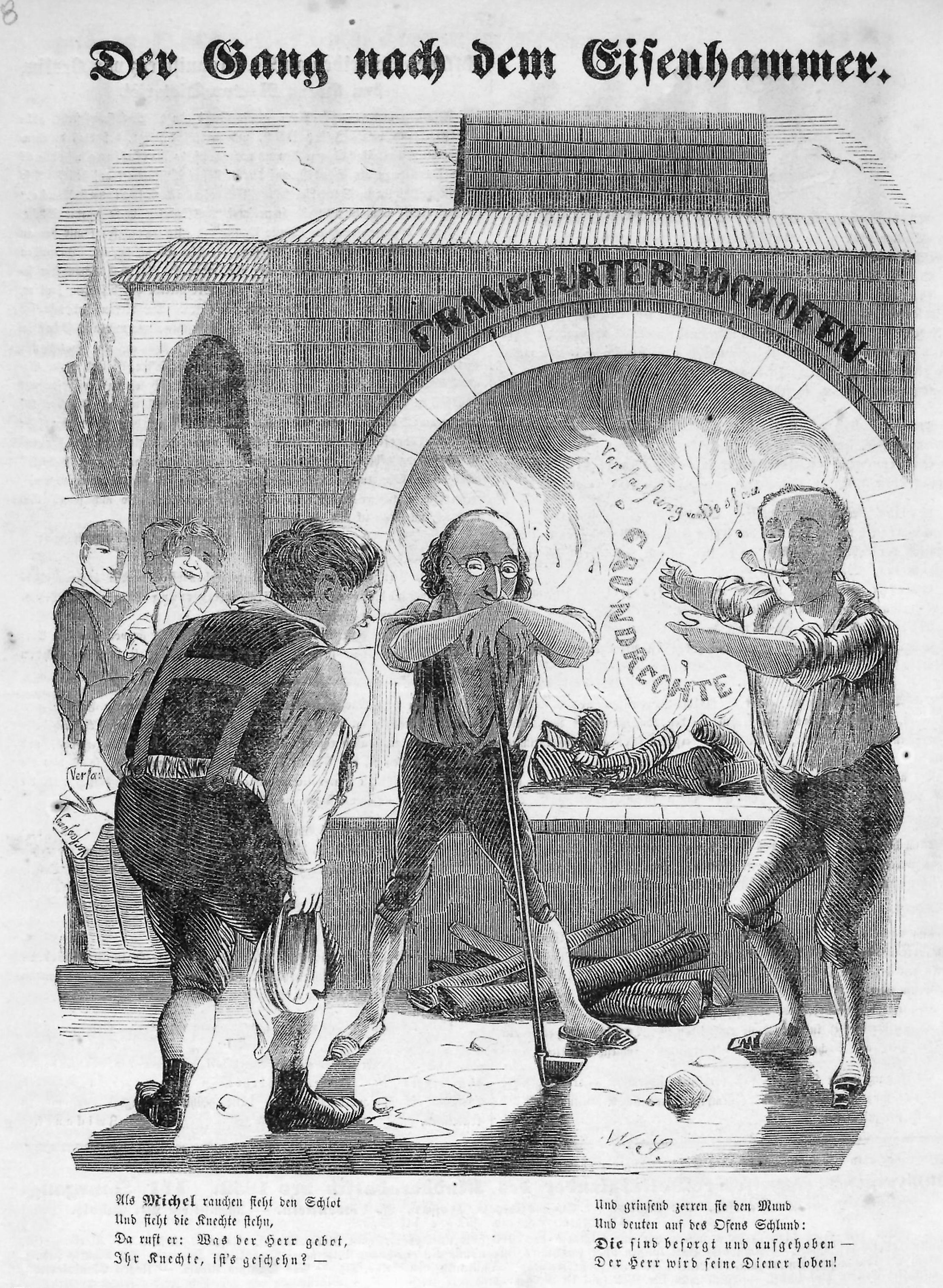
Karikatur im Kladderadatsch, 1851: Der Deutsche Michel sieht entsetzt zu, wie im „Frankfurter Hochofen“ die Grundrechte (und die Reichsverfassung) verbrennen.

Das Grundrechtsgesetz sah vor, dass die Grundrechte die Verwaltung, die Rechtsprechung und auch die Gesetzgebung banden. Weder Reichsgesetze noch Landesgesetze konnten umgekehrt die Grundrechte begrenzen. Eine Ausnahme bildeten bestimmte Gesetzesvorbehalte im Grundrechtsgesetz selbst, nämlich bei der Freizügigkeit, der Gewerbefreiheit, der Wohnungsfreiheit, dem Briefgeheimnis, der Pressefreiheit, der Kultusfreiheit und der Selbstverwaltung der Religionsgesellschaften. Mit Blick auf Enteignungen konnte die Eigentumsgarantie beschränkt werden, und es gab noch einige weitere Fälle. Die wichtigsten Grundrechte kannten solche Vorbehalte allerdings nicht. Unklar war allerdings, ob bei einem Staatsnotstand (§ 54, 55 FRV) zur Wahrung des Reichsfriedens Grundrechte übergangen werden durften.
Die Grundrechte mussten durch ein einfaches Gesetz konkretisiert werden. Das Einführungsgesetz sah ihre unmittelbare Geltung vor, oder, wenn dies nicht möglich war, dass sie möglichst bald (in Bezug zur Selbstständigkeit der Religionsgemeinschaften) oder innerhalb von sechs Monaten (in Bezug auf die Abschaffung von Standesvorrechte in Landesverfassungen) umgesetzt werden sollten.
Laut dem Reichsgesetz betreffend die Verkündung der Reichsgesetze und der Verfügungen der provisorischen Zentralgewalt vom 27. September 1848 traten Reichsgesetze in Kraft, wenn sie im Reichsgesetzblatt verkündet waren. Es war also nicht nötig, dass sie zusätzlich in den entsprechenden Organen der Einzelstaaten publiziert wurden. Bereits das Zentralgewaltgesetz vom 28. Juni gab dem Reichsverweser das Recht, Gesetze in Kraft treten zu lassen; der Reichsverweser war zudem von den Einzelstaaten ausdrücklich anerkannt worden.
Die meisten Staaten publizierten das Grundrechtsgesetz oder erkannten es auch so an. Die größeren hingegen, wie Österreich, Preußen, Bayern, Hannover und weitere, lehnten es ab und publizierten es auch nicht. Rechtlich gesehen war dies für die Gültigkeit des Reichsgesetzes unerheblich, aber in der Realität ließen sich die Grundrechte gegen den Willen eines Staates nicht durchsetzen. Nach der Niederschlagung der Revolution 1849 und der Wiederherstellung des Deutschen Bundes 1851 erklärte der Bundestag die Grundrechte per gesondertem Beschluss vom 23. August 1851 für ungültig. Hatten Länder aufgrund des Reichsgesetzes ihr eigenes Recht entsprechend geändert, so musste dies wieder rückgängig gemacht werden.

## Grundrechte

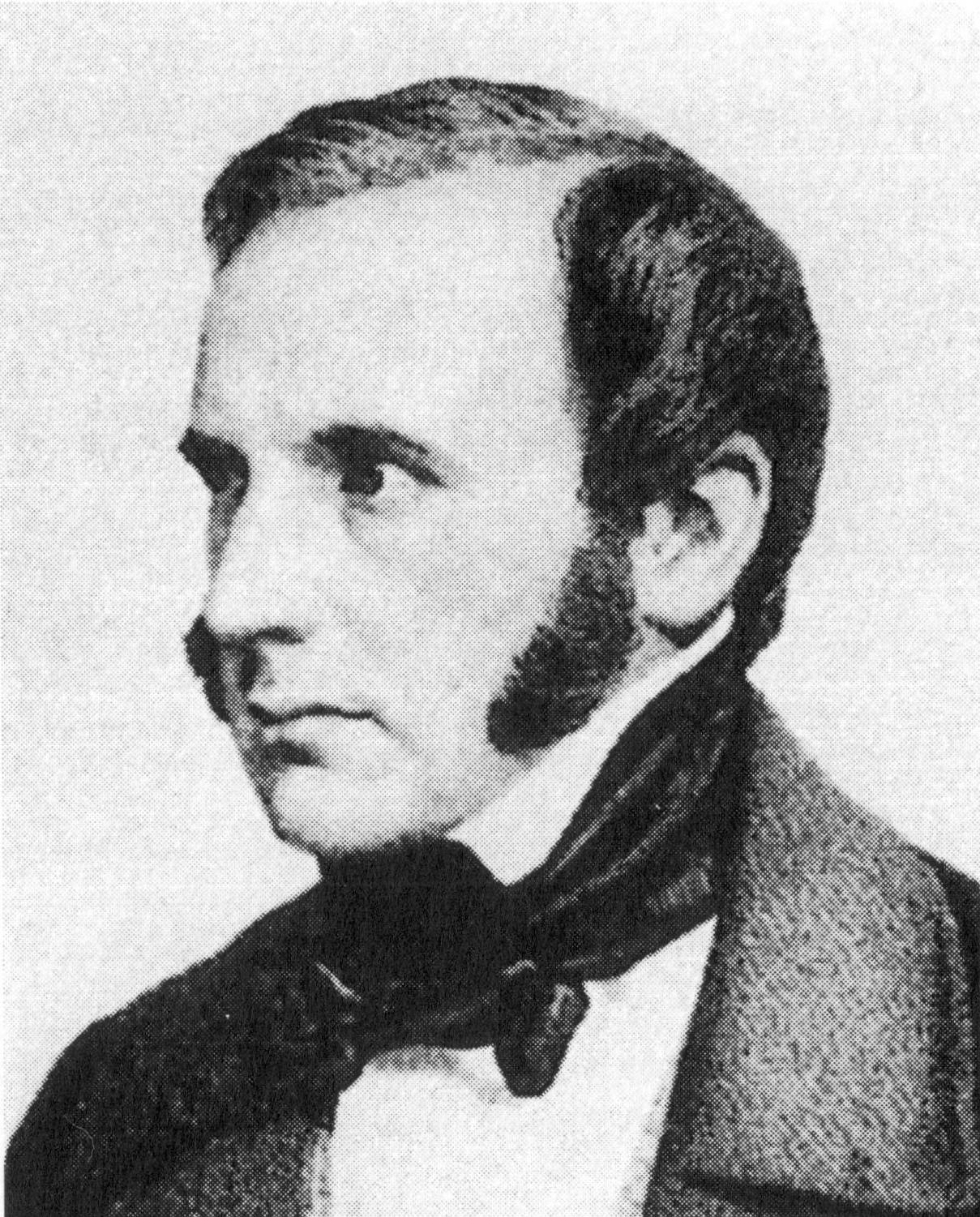
Staatsrechtsprofessor Georg Beseler, rechtsliberaler Politiker und Mitglied im Verfassungsausschuss der Frankfurter Nationalversammlung

Der damalige Grundrechtsbegriff war breiter als der im Vormärz oder in der Reaktionszeit und umfasste nicht nur die klassischen Freiheitsrechte. Georg Beseler vom Verfassungsausschuss sah die Grundrechte im Lichte des Genossenschaftsansatzes: Die Grundrechte waren alle Rechte von individuellen Staatsgliedern und von nicht gesamtstaatlichen Gliederungen. Dem gegenüber stand nur die Organisation des Gesamtstaates. Darum befinden sich bei den Grundrechten sowohl die Behandlung beispielsweise der Einzelstaaten (§§ 130 S. 2, 186 f. FRV) als auch der privaten Religionsgesellschaften (§ 147 FRV), die wie Vereine als Genossenschaften bezeichnet werden. Die Grundrechte regeln den „gesamten, für notwendig erachteten Unterbau der Reichsgenossenschaft“, so Kühne.
Die Grundrechte sollten sowohl die Freiheit des Einzelnen als auch das allgemeine Interesse berücksichtigen; sie sind sowohl als staatsabwehrend als auch als staatsaufbauend anzusehen. Sie hatten jene Hauptfunktionen:
- Einheitsfunktion: die Rechte der Deutschen sollten vereinheitlicht werden
- Rechtsstaatsfunktion: der Rechtsstaat sollte in Deutschland begründet werden
- Modernisierungsfunktion: veraltete Privilegien und Organisationsformen sollten abgeschafft bzw. umgestaltet werden[16]

### Freiheit der Person und geistige Freiheit

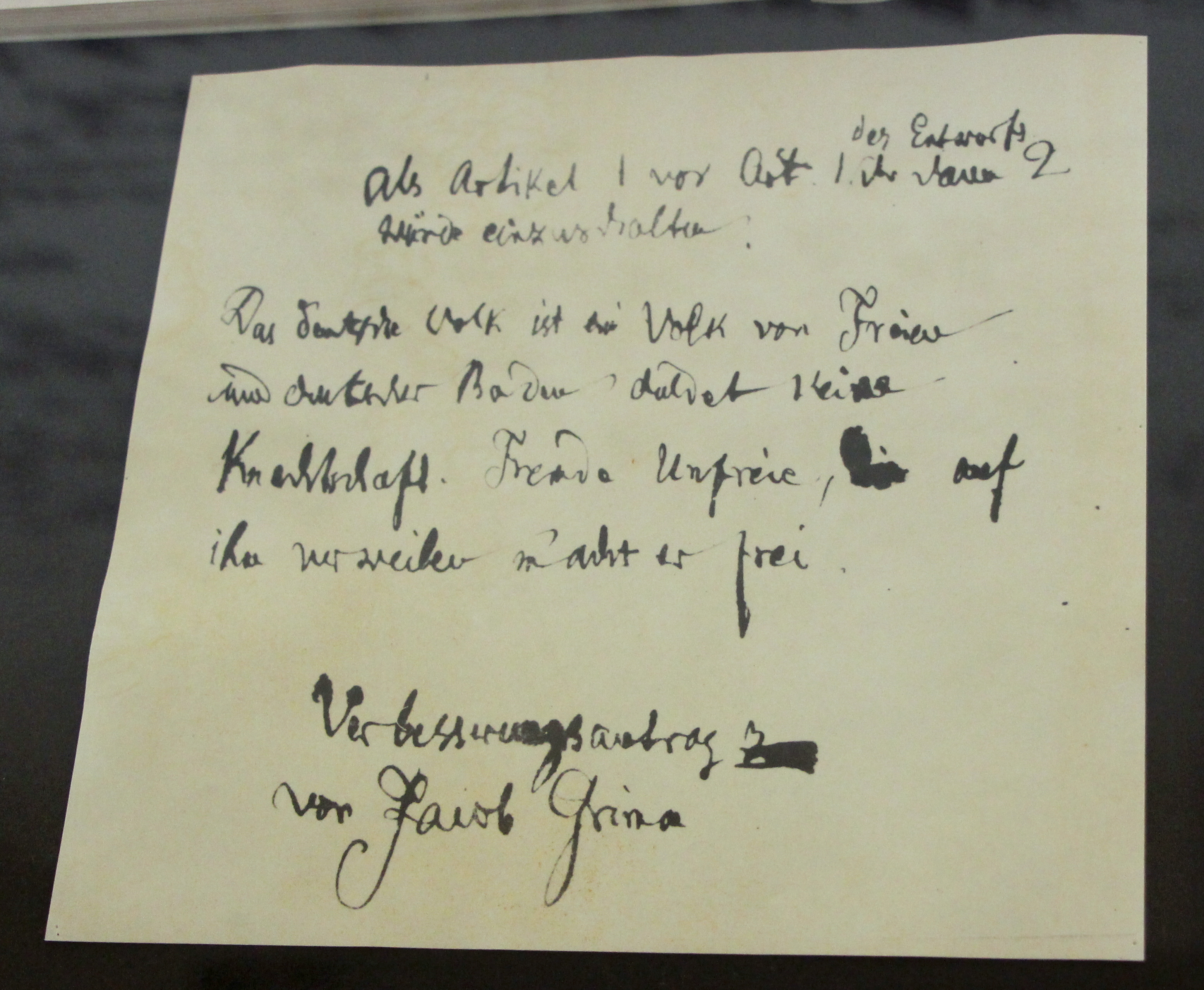
Vorschlag von Jacob Grimm am 11. November in der Nationalversammlung, der dann nicht angenommen wurde. Am Beginn sollte stehen: „Das deutsche Volk ist ein Volk von Freien und deutscher Boden duldet keine Knechtschaft. Fremde Unfreie, die auf ihm verweilen, macht er frei.“

Der Grundrechtskatalog beginnt mit der Reichsbürgerschaft für alle Deutschen (der Staatsangehörigen der Einzelstaaten). Ein Reichsbürger genoss Freizügigkeit, er durfte auswandern und ein Gewerbe nach Wahl ausüben. Die Gewerbefreiheit war dabei ein Streitpunkt in der Nationalversammlung, eine gesonderte gesamtdeutsche Gewerbeordnung blieb aber nur ein Gesetzentwurf.
Die Deutschen sollten gleich vor dem Gesetz sein, Standesunterschiede und Standesvorrechte waren abgeschafft; diese Abschaffung des Adels rief naturgemäß auch Opposition gegen die Grundrechte hervor. Titel waren abgeschafft, sofern sie nicht Amtsbezeichnungen waren. Allen Befähigten war der Zugang zu öffentlichen Ämtern offen. Die Wehrpflicht sollte gleich sein, ohne die Möglichkeit, sich durch einen Stellvertreter ersetzen zu lassen. Steuergleichheit war gewährleistet.
Zur Sicherung der Freiheit der Person waren Verhaftungen nur zulässig, wenn ein richterlicher Haftbefehl vorlag. Mit Ausnahmen war die Todesstrafe abgeschafft, Strafen wie der Pranger, die Brandmarkung und die körperliche Züchtigung waren abgeschafft. Die Grundrechte garantierten die Freiheit der Wohnung, das Briefgeheimnis, und im Ausland genoss ein Reichsbürger den konsularischen Schutz des Reichs.

### Geistige und religiöse Freiheit
Der Grundrechtskatalog wollte ferner die volle Freiheit im Bereich des Geistes und der öffentlichen Meinung sichern, durch Pressefreiheit mitsamt Abschaffung der Zensur und die Freiheit von wissenschaftlicher Forschung und Lehre. Die Deutschen sollten das Petitionsrecht, Versammlungsfreiheit und Vereinsfreiheit haben. Versammlungen unter freiem Himmel durften nur verboten werden, wenn man eine dringende Gefahr für die öffentliche Sicherheit und Ordnung befürchten musste.
Eine volle Gewissens- und Glaubensfreiheit sicherte die Ausübung der Religion zu Hause und in der Öffentlichkeit zu. Die Kirchen durften sich selbst organisieren, staatskirchenrechtliche Unterschiede zwischen den christlichen Hauptkonfessionen und sonstigen Gemeinschaften waren abgeschafft; der Nachteil für die Hauptkonfessionen bestand im Verlust von Vorrechten, es gab auch keine Staatskirchen mehr. Die Zugehörigkeit zu einer bestimmten Religion beeinträchtigte nicht mehr die staatsbürgerlichen Rechte, und kirchlich heiraten durfte man nur noch nach standesamtlicher Trauung. Dies war eine radikale Lehre aus dem vorigen Mischehenkonflikt.
Die Schulen sollten fortan nur noch vom Staat, nicht mehr von den Kirchen beaufsichtigt werden. Der Staat musste auch für die Errichtung staatlicher Schulen sorgen, mit Lehrern in der Stellung eines Staatsdieners. Allerdings durfte man private Schulen gründen, was vor allem den Katholiken entgegenkam. Volksschulen konnte man besuchen, ohne Schulgeld zu bezahlen. Jeder hatte die Freiheit, sich seinen Beruf zu wählen und die Ausbildungsmöglichkeiten dazu.

### Freiheit des Eigentums und soziale Grundrechte
Das Eigentum war unverletzlich, Eingriffe in diese Eigentumsfreiheit waren nur in engen Schranken möglich. Enteignungen durften nur erfolgen, wenn sie dem „gemeinen Besten“ dienten, auf Gesetzen basierten und wenn es eine gerechte Entschädigung gab. „Diese Frankfurter Enteignungsregeln haben sich bis in die Gegenwart behauptet“, so Huber. Manche Eigentumsbindungen wurden abgeschafft: Ein Grundeigentümer durfte den Grund frei veräußern und teilen. Feudalrechte wie die Hörigkeit und Patrimonialgerichtsbarkeit und grundherrliche Polizei wurden ebenfalls abgeschafft. Vermögensentzug durfte nicht mehr als Strafe angewandt werden.
Linke Abgeordnete forderten ein Recht auf Arbeit; nachdem das Thema im Verfassungsausschuss nur gestreift wurde, kam es wieder im Plenum der Nationalversammlung zur Sprache. Die Befürworter wollten das Recht dadurch verwirklicht sehen, dass unfreiwillig Arbeitslose nicht etwa den vollen Unterhalt erhielten. Stattdessen sollte ihnen entweder das Lebensminimum zugesichert oder Arbeit zugewiesen werden. Die arbeitenden Klassen sollten so in den Staat integriert und damit von der Gewalt abgehalten werden.
Die liberale Mehrheit in der Nationalversammlung war hingegen der Meinung, dass die Gewerbe- und Wettbewerbsfreiheit ausreichte, um den Tüchtigen aus der Unterschicht den sozialen Aufstieg zu ermöglichen. Darum fehlen im Grundrechtsgesetz das Recht auf Arbeit und weitere soziale Grundrechte, mit Ausnahme der Schulgeldfreiheit für Unbemittelte (§ 27 Abs. 2 GRG = § 157 FRV), so Huber.
Kühne hingegen sieht mehr soziale Anklänge. Die Gleichheitssätze zur Abschaffung der Adelsvorrechte „zielen 1848/1849 in hohem Maße auf einen Umbau der politischen und sozialen Verfassung“. Die Reichsverfassung hätte in das Volk und in die privilegierten Regentenfamilien (etwa 130 Standesherren) eingeteilt, während tatsächlich nach 1850 etwa 1 % der Bevölkerung privilegiert blieb und beispielsweise über die ersten Kammern das Verfassungsleben beeinträchtigte und die Entwicklung hemmte.

### Institutionelle Garantien
Auch bestimmte staatliche Institutionen waren durch den Grundrechtskatalog geschützt. Die Rechtspflege sollte unabhängig sein, Ausnahmegerichte verboten sein und alle richterliche Gewalt vom Staat ausgehen. Nur ein richterliches Urteil konnte einen Richter aus seinem Amt entfernen. In der Regel hatten Gerichtsverhandlungen öffentlich und mündlich zu sein. Zivilgerichte und nicht die Verwaltung sollte auf dem Gebiet des öffentlichen Rechts Rechtsverletzungen behandeln.
Die Gemeinden durften sich selbst verwalten, vor allem ihre Vorsteher und Gemeinderäte selbst wählen; dennoch setzte die Staatsaufsicht gesetzliche Grenzen. Den Einzelstaaten schrieb der Grundrechtskatalog eine Verfassung mit Volksvertretung und Ministerverantwortlichkeit vor. Die Volksvertretungen mussten unter anderem über die Landesgesetze, die Besteuerung und bei der Feststellung des Haushalts mitentscheiden können. Ihre Sitzungen sollten in der Regel öffentlich sein.
Eine Besonderheit unter den institutionellen Garantien war der Frankfurter Minderheitenschutz:
§ 188. Den nicht deutsch redenden Volksstämmen Deutschlands ist ihre volksthümliche Entwickelung gewährleistet, namentlich die Gleichberechtigung ihrer Sprachen, soweit deren Gebiete reichen, in dem Kirchenwesen, dem Unterrichte, der inneren Verwaltung und der Rechtspflege.
Diesen Minderheitenschutz, der für die Situation in ethnischen Gemengelagen gedacht war, hatten Österreicher beantragt. Die „spezifisch österreichische Zutat zur FRV“ habe dann in Österreich den „Auftakt für den wahrscheinlich bedeutendsten Beitrag“ des Landes für die Entwicklung des Staatsrechts im 19. Jahrhundert gegeben, so Kühne. Er werde als humane Lösung noch heute gelobt.
Die Aufzählung des Kirchenwesens usw. war nur beispielhaft, nicht abschließend. Mit Gleichberechtigung war gemeint, dass im betreffenden Gebiet die Minderheitensprache mit dem Deutschen gleichgestellt sein sollte, nicht, dass dort nur die Minderheitensprache gültig war. Wenn in einem Bezirk eine Minderheitensprache die Mehrheit der Einwohner hinter sich hatte, sollte man ihnen „ihre Sprache lassen“. Ansonsten konnte der Einzelstaat den Minderheitenschutz frei ausgestalten.
In der Nationalversammlung wurde er meist in Bezug auf österreichische Fälle diskutiert, nur selten in Bezug auf die Dänen und Slawen in Norddeutschland. Darum wurde er später in Kleindeutschland wenig beachtet und in der Erfurter Unionsverfassung gestrichen, da er nur Preußen und vielleicht Sachsen betreffe. Dies könne man in Regeln der Einzelstaaten behandeln. Widerstand kam dabei nicht so sehr von den dortigen Regierungen, sondern gerade von den liberalen Fraktionen.

## Ausblick
Die Frankfurter Grundrechte blieben noch lange ein Bezugspunkt in der deutschen Verfassungsgeschichte. Bismarck übernahm in den Entwurf für seine Bundesverfassung 1866/1867 immerhin einige wichtige Grundrechtsmaterien, die der Gesamtstaat bzw. der einfache Gesetzgeber regeln dürfen sollte. Ausdrückliche Grundrechte fehlten im Wesentlichen, nur in einem Entwurf des Achtundvierzigers Oskar von Reichenbach von den Demokraten tauchten sie noch auf, wo sie sich stark an die Reichsverfassung anlehnten. Auch ehemalige Abgeordnete der Frankfurter Nationalversammlung waren im Norddeutschen Reichstag der Meinung, die versuchte Staatsgründung von 1849 sei mit an den Beratungen über die Grundrechte gescheitert. Durch Württembergs Beharren in den Novemberverträgen kamen 1870 wenigstens teilweise die Presse-, Vereins- und Versammlungsfreiheit in die Verfassung.

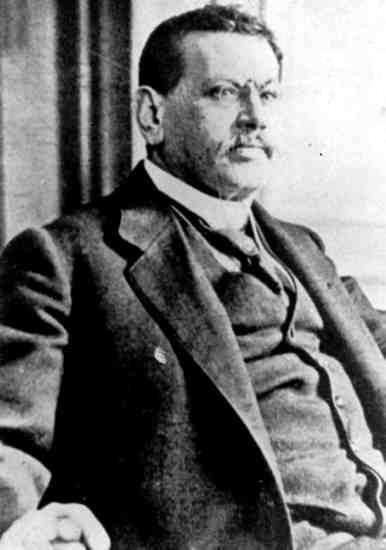
Hugo Preuß, der Hauptautor der Weimarer Reichsverfassung von 1919

In der Weimarer Nationalversammlung 1919 meinte Hugo Preuß, auf den der damalige Verfassungsentwurf zurückging, die Grundrechte seien bereits in der einfachen Gesetzgebung auch der Gliedstaaten verwirklicht worden. Ein Großteil der Grundrechte habe so seine praktische Bedeutung verloren. Entgegen seiner ursprünglichen Absicht, auf Wunsch des Rats der Volksbeauftragten, sprach er sich dennoch für Grundrechte in der Reichsverfassung aus, damit – von der Garantie durch die Verfassung abgesehen – einfache Reichsgesetze Richtlinien auch für die Gliedstaaten geben konnten. Der „Unterausschuss für die Vorberatung der Grundrechte“ machte von den Frankfurter Grundrechten spürbar Gebrauch. Das blieb so auch in den Plenardebatten, aber hinzu kamen soziale Grundrechte.
Noch immer befürchteten die Abgeordneten, durch lange Debatten zu den Grundrechten Zeit zu verlieren. Anders als 1848/1849 beachtete man kaum die Fragen, wie die Grundrechte zur Geltung kommen und durch ein Verfassungsgericht geschützt werden könnten. Die Abgeordneten sorgten sich vielmehr, ob der Weimarer Grundrechtskatalog mit den bereits bestehenden Gesetzen in Einklang war. Für die Aufnahme der Grundrechte machten sich vor allem die SPD und das Zentrum stark, während die Liberalen sie eher gering schätzten.

## Bewertung
Jörg-Detlef Kühne zufolge bedeuteten die Frankfurter Grundrechte nicht einfach ein Anschließen an westliche Verfassungssysteme, sie gingen eigene, spezifisch deutsche Wege und überragten diesen westlichen Standard sogar deutlich. Die einzelnen Grundrechte bildeten die vorgefundenen Rechtszustände zwar nur maßvoll fort, doch zusammengenommen war ihr Änderungspotential wahrhaft revolutionär. Bis 1918 wurde ihre Machthemmung in Deutschland nicht erreicht.
Er hält sie auch für praktikabel: „Im Gegensatz zu der Furcht damaliger Regierungen ließ sich mit ihnen durchaus regieren.“ Wegen zahlreicher Regelungsvorbehalte staunt er dabei über ein großes Vertrauen in den Gesetzgeber, das daher rührte, dass die Revolutionäre noch sehr von der Einheit von Volk und Volksvertretung ausgingen. Solche Vorbehalte haben später in der Weimarer Republik „zu einer weitgehenden Grundrechtsentleerung“ geführt, weswegen das Bonner Grundgesetz die Vorbehalte stattdessen scharf umriss.

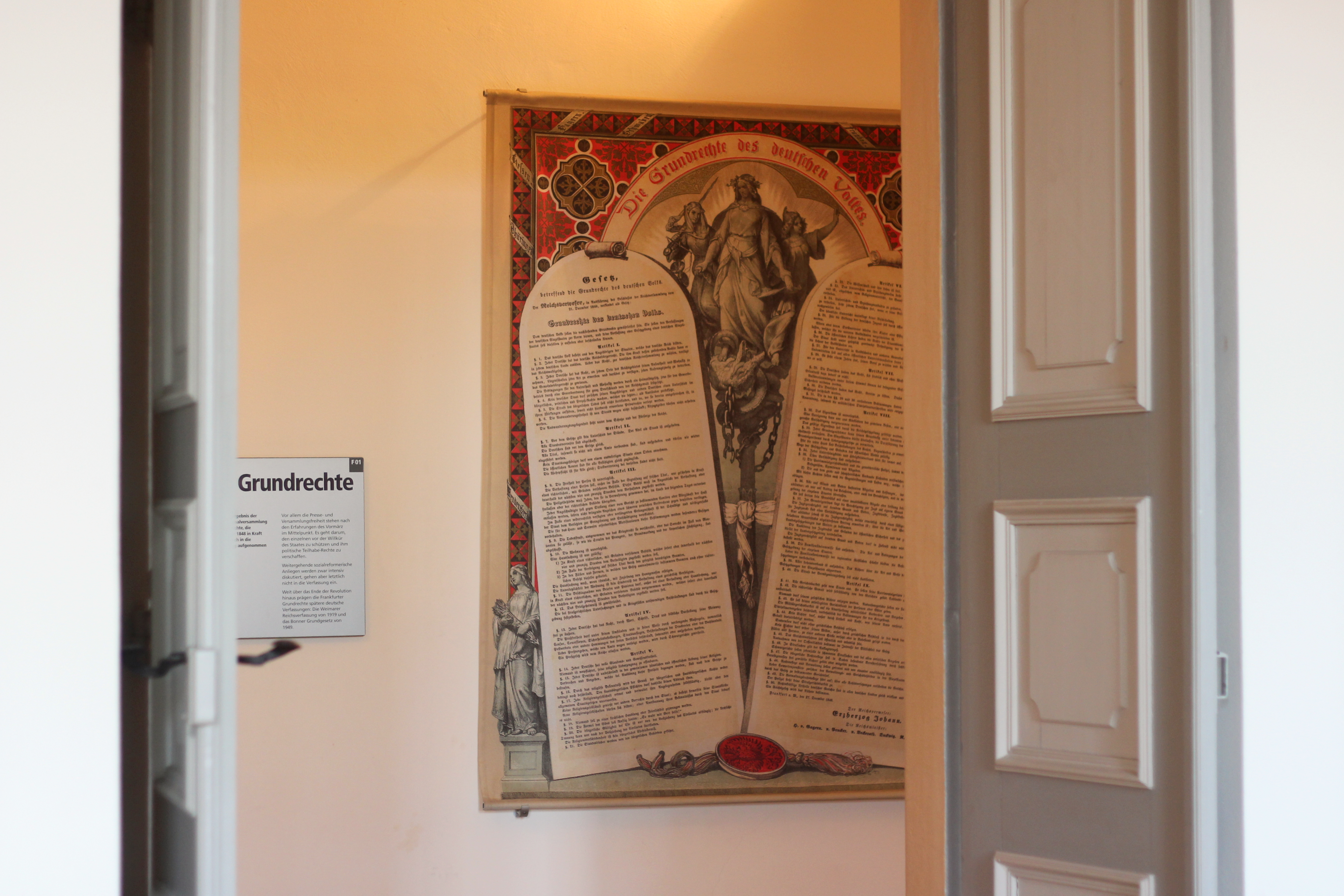
Die Grundrechte in der Erinnerungsstätte für die Freiheitsbewegungen in der deutschen Geschichte, Rastatt

Laut Dietmar Willoweit waren die Frankfurter Grundrechte der erste Versuch, „Grundrechte als unmittelbar geltendes Recht zu kodifizieren und sie durch Verfassungsbeschwerden vor einem Staatsgerichtshof zu schützen.“ Judith Hilker zufolge hätten die Frankfurter Grundrechte die Weiterentwicklung zum demokratischen Nationalstaat und eine Angleichung an Menschenrechtserklärungen Nordamerikas und Frankreichs ermöglichen können. Dies wurde allerdings schon von den Grundrechten des Frühkonstitutionalismus im Vormärz vorbereitet. Sie hätten das Volk gerade dazu herausgefordert, „auf die tatsächliche Umsetzung des Programms hinzuarbeiten“.
Der Rechtshistoriker Hans Hattenhauer urteilte über den Frankfurter Grundrechtskatalog:

„Aus philosophischen Forderungen waren Rechtssätze geworden, auf deren Verbindlichkeit sich jeder Bürger berufen konnte. Eine jede künftige Rechtsordnung, die an den Rechten des Bürgers vorbeigehen wollte, mußte diesen Grundrechtskatalog ausdrücklich oder stillschweigend aus der Welt schaffen […]. Dieser erste deutsche Grundrechtskatalog müßte Pflichtlektüre eines jeden gebildeten Deutschen sein. Was ihn auszeichnete, war die juristische Präzisierung der philosophischen Forderungen der Aufklärung. Nichts war vage und allgemein formuliert. Alles war auf die Bedürfnisse der Zeit zugeschnitten.“

## Belege
1. ↑  Ernst Rudolf Huber: Deutsche Verfassungsgeschichte seit 1789. Band II: Der Kampf um Einheit und Freiheit 1830 bis 1850. 3. Auflage, W. Kohlhammer, Stuttgart [u. a.] 1988, S. 774.
2. ↑  Jörg-Detlev Kühne: Von der bürgerlichen Revolution bis zum Ersten Weltkrieg. In: Detlef Merten, Hans-Jürgen Papier (Hrsg.): Handbuch der Grundrechte in Deutschland und Europa. Band I: Entwicklungen und Grundlagen. C.F. Müller, Heidelberg 2004, S. 97–152, RN 3, 8, 9.
3. ↑  Ernst Rudolf Huber: Deutsche Verfassungsgeschichte seit 1789. Band II: Der Kampf um Einheit und Freiheit 1830 bis 1850. 3. Auflage, W. Kohlhammer, Stuttgart [u. a.] 1988, S. 774/775, S. 782.
4. ↑  Wolfram Siemann: Die deutsche Revolution von 1848/49. Suhrkamp Verlag, Frankfurt 1985, S. 136.
5. ↑  Michael Kotulla: Der Einfluss der Paulskirchenverfassung auf die späteren deutschen Verfassungen. In: DTIEV-Online 1/2015. Hagener Online Beiträge zu den Europäischen Verfassungswissenschaften. ISSN 2192-4228, S. 3.
6. ↑  Jörg-Detlef Kühne: Die Reichsverfassung der Paulskirche. Vorbild und Verwirklichung im späteren deutschen Rechtsleben. Habil. Bonn 1983, 2. Auflage, Luchterhand, Neuwied 1998 (1985), S. 161.
7. ↑  Ernst Rudolf Huber: Deutsche Verfassungsgeschichte seit 1789. Band II: Der Kampf um Einheit und Freiheit 1830 bis 1850. 3. Auflage, W. Kohlhammer, Stuttgart [u. a.] 1988, S. 775.
8. ↑  Ernst Rudolf Huber: Deutsche Verfassungsgeschichte seit 1789. Band II: Der Kampf um Einheit und Freiheit 1830 bis 1850. 3. Auflage, W. Kohlhammer, Stuttgart [u. a.] 1988, S. 775/776.
9. ↑  Ernst Rudolf Huber: Deutsche Verfassungsgeschichte seit 1789. Band II: Der Kampf um Einheit und Freiheit 1830 bis 1850. 3. Auflage, W. Kohlhammer, Stuttgart [u. a.] 1988, S. 835.
10. ↑  Ernst Rudolf Huber: Deutsche Verfassungsgeschichte seit 1789. Band II: Der Kampf um Einheit und Freiheit 1830 bis 1850. 3. Auflage, W. Kohlhammer, Stuttgart [u. a.] 1988, S. 781/782.
11. ↑  Judith Hilker: Grundrechte im deutschen Frühkonstitutionalismus. Duncker & Humblot, Berlin 2005, S. 291–293.
12. ↑  Ernst Rudolf Huber: Deutsche Verfassungsgeschichte seit 1789. Band II: Der Kampf um Einheit und Freiheit 1830 bis 1850. 3. Auflage, W. Kohlhammer, Stuttgart [u. a.] 1988, S. 782/783.
13. ↑  Ernst Rudolf Huber: Deutsche Verfassungsgeschichte seit 1789. Band II: Der Kampf um Einheit und Freiheit 1830 bis 1850. 3. Auflage, W. Kohlhammer, Stuttgart [u. a.] 1988, S. 783.
14. ↑  Jörg-Detlef Kühne: Die Reichsverfassung der Paulskirche. Vorbild und Verwirklichung im späteren deutschen Rechtsleben. Habil. Bonn 1983, 2. Auflage, Luchterhand, Neuwied 1998 (1985), S. 163/164, S. 166, S. 171.
15. ↑  Jörg-Detlef Kühne: Die Reichsverfassung der Paulskirche. Vorbild und Verwirklichung im späteren deutschen Rechtsleben. Habil. Bonn 1983, 2. Auflage, Luchterhand, Neuwied 1998 (1985), S. 169/170.
16. ↑  Jörg-Detlef Kühne: Die Reichsverfassung der Paulskirche. Vorbild und Verwirklichung im späteren deutschen Rechtsleben. Habil. Bonn 1983, 2. Auflage, Luchterhand, Neuwied 1998 (1985), S. 173/174.
17. ↑  Ernst Rudolf Huber: Deutsche Verfassungsgeschichte seit 1789. Band II: Der Kampf um Einheit und Freiheit 1830 bis 1850. 3. Auflage, W. Kohlhammer, Stuttgart [u. a.] 1988, S. 778.
18. ↑  Ernst Rudolf Huber: Deutsche Verfassungsgeschichte seit 1789. Band II: Der Kampf um Einheit und Freiheit 1830 bis 1850. 3. Auflage, W. Kohlhammer, Stuttgart [u. a.] 1988, S. 778.
19. ↑  Ernst Rudolf Huber: Deutsche Verfassungsgeschichte seit 1789. Band II: Der Kampf um Einheit und Freiheit 1830 bis 1850. 3. Auflage, W. Kohlhammer, Stuttgart [u. a.] 1988, S. 778.
20. ↑  Ernst Rudolf Huber: Deutsche Verfassungsgeschichte seit 1789. Band II: Der Kampf um Einheit und Freiheit 1830 bis 1850. 3. Auflage, W. Kohlhammer, Stuttgart [u. a.] 1988, S. 779.
21. ↑  Ernst Rudolf Huber: Deutsche Verfassungsgeschichte seit 1789. Band II: Der Kampf um Einheit und Freiheit 1830 bis 1850. 3. Auflage, W. Kohlhammer, Stuttgart [u. a.] 1988, S. 780.
22. ↑  Ernst Rudolf Huber: Deutsche Verfassungsgeschichte seit 1789. Band II: Der Kampf um Einheit und Freiheit 1830 bis 1850. 3. Auflage, W. Kohlhammer, Stuttgart [u. a.] 1988, S. 780.
23. ↑  Heinrich Scholler (Hrsg.): Die Grundrechtsdiskussion in der Paulskirche. Eine Dokumentation. 2. Auflage, Wissenschaftliche Buchgesellschaft, Darmstadt 1982, S. 44/45.
24. ↑  Ernst Rudolf Huber: Deutsche Verfassungsgeschichte seit 1789. Band II: Der Kampf um Einheit und Freiheit 1830 bis 1850. 3. Auflage, W. Kohlhammer, Stuttgart [u. a.] 1988, S. 777.
25. ↑  Jörg-Detlef Kühne: Die Reichsverfassung der Paulskirche. Vorbild und Verwirklichung im späteren deutschen Rechtsleben. Habil. Bonn 1983, 2. Auflage, Luchterhand, Neuwied 1998 (1985), S. 163, 327/328.
26. ↑  Ernst Rudolf Huber: Deutsche Verfassungsgeschichte seit 1789. Band II: Der Kampf um Einheit und Freiheit 1830 bis 1850. 3. Auflage, W. Kohlhammer, Stuttgart [u. a.] 1988, S. 780/781.
27. ↑  Ernst Rudolf Huber: Deutsche Verfassungsgeschichte seit 1789. Band II: Der Kampf um Einheit und Freiheit 1830 bis 1850. 3. Auflage, W. Kohlhammer, Stuttgart [u. a.] 1988, S. 781.
28. ↑  Jörg-Detlef Kühne: Die Reichsverfassung der Paulskirche. Vorbild und Verwirklichung im späteren deutschen Rechtsleben. Habil. Bonn 1983, 2. Auflage, Luchterhand, Neuwied 1998 (1985), S. 309/310.
29. ↑  Jörg-Detlef Kühne: Die Reichsverfassung der Paulskirche. Vorbild und Verwirklichung im späteren deutschen Rechtsleben. Habil. Bonn 1983, 2. Auflage, Luchterhand, Neuwied 1998 (1985), S. 309/310.
30. ↑  Jörg-Detlef Kühne: Die Reichsverfassung der Paulskirche. Vorbild und Verwirklichung im späteren deutschen Rechtsleben. Habil. Bonn 1983, 2. Auflage, Luchterhand, Neuwied 1998 (1985), S. 310.
31. ↑  Jörg-Detlef Kühne: Die Reichsverfassung der Paulskirche. Vorbild und Verwirklichung im späteren deutschen Rechtsleben. Habil. Bonn 1983, 2. Auflage, Luchterhand, Neuwied 1998 (1985), S. 114/115.
32. ↑  Jörg-Detlef Kühne: Die Reichsverfassung der Paulskirche. Vorbild und Verwirklichung im späteren deutschen Rechtsleben. Habil. Bonn 1983, 2. Auflage, Luchterhand, Neuwied 1998 (1985), S. 136–139.
33. ↑  Jörg-Detlef Kühne: Die Reichsverfassung der Paulskirche. Vorbild und Verwirklichung im späteren deutschen Rechtsleben. Habil. Bonn 1983, 2. Auflage, Luchterhand, Neuwied 1998 (1985), S. 139–141.
34. ↑  Jörg-Detlef Kühne: Die Reichsverfassung der Paulskirche. Vorbild und Verwirklichung im späteren deutschen Rechtsleben. Habil. Bonn 1983, 2. Auflage, Luchterhand, Neuwied 1998 (1985), S. 380/381, 526.
35. ↑  Jörg-Detlef Kühne: Die Reichsverfassung der Paulskirche. Vorbild und Verwirklichung im späteren deutschen Rechtsleben. Habil. Bonn 1983, 2. Auflage, Luchterhand, Neuwied 1998 (1985), S. 516/517.
36. ↑  Dietmar Willoweit: Deutsche Verfassungsgeschichte. Vom Frankenreich bis zur Wiedervereinigung Deutschlands. 5. Auflage, C.H. Beck, München 2005, S. 304.
37. ↑  Judith Hilker: Grundrechte im deutschen Frühkonstitutionalismus. Duncker & Humblot, Berlin 2005, S. 362.
38. ↑  Hans Hattenhauer: Die geistesgeschichtlichen Grundlagen des deutschen Rechts. 3. Auflage, C.F. Müller Juristischer Verlag, Heidelberg 1983, S. 131 (RN 273, 275). Hervorhebung im Original.